# Jessie Willcox Smith
Jessie Willcox Smith (Filadelfia, 6 settembre 1863 – Filadelfia, 3 maggio 1935) è stata un'illustratrice statunitense, famosa per i suoi lavori in riviste come Ladies Home Journal e per le illustrazioni di libri per bambini.

## Biografia

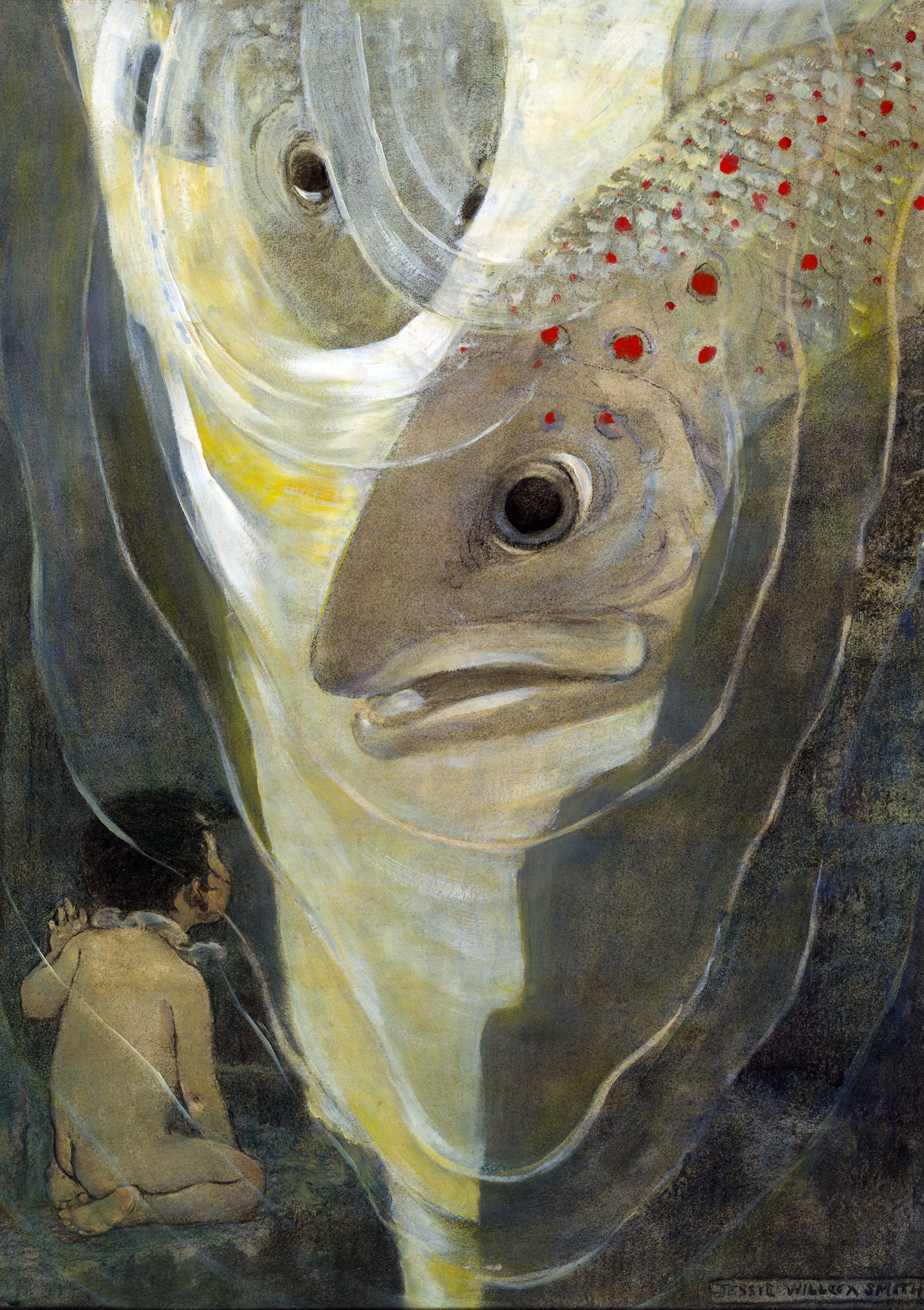
Illustrazione per The Water-Babies.

Nata a Mount Airy, un quartiere di Filadelfia, Smith studiò alla Pennsylvania Academy of the Fine Arts sotto l'insegnamento di Thomas Eakins dove si laureò nel 1888. L'anno successivo cominciò a lavorare in una sezione del Ladies Home Journal, per cinque anni. Lasciò il lavorò per seguire i corsi di Howard Pyle, prima alla Drexel e poi alla Brandywine School.
Fu una prolifica contributrice di libri e riviste durante la fine del XIX e l'inizio del XX secolo, illustrando storie ed articoli di clienti come Century, Collier's Weekly, Leslie's Weekly, Harper's, McClure's, Scribner's e anche del Ladies' Home Journal.
Smith è molto conosciuta per le copertine di Good Housekeeping che dipinse tra il dicembre 1917 e il marzo 1933. Dipinse anche poster e ritratti. Molto famose sono anche le dodici illustrazioni realizzate per il libro di Charles Kingsley: The Water-Babies del 1916. Alla sua morte Smith lasciò in eredità gli originali del suo lavoro al "Gabinetto illustrazione americana" della Biblioteca del Congresso, anche se tredici illustrazioni sono rimaste in una collezione privata.
Smith fu amica intima delle artiste Elizabeth Shippen Green e Violet Oakley, le quali anche loro studiarono con Pyle.
I suoi giornali sono conservati in una collezione nella Pennsylvania Academy of the Fine Arts.

## Bibliografia

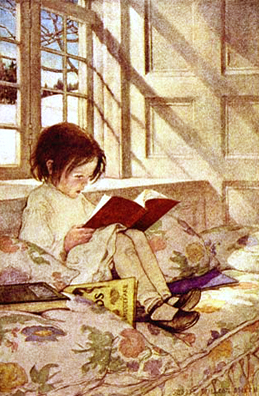
A Child’s Garden of Verses (1905).